# Concorde (1777)
Pour les articles homonymes, voir Concorde.
La Concorde est une frégate de 12 de classe Concorde dessinée par Chevillard pour la Marine royale française et lancée en 1777. Capturée par la Royal Navy le 15 février 1783 et renommée HMS Concorde, elle prend notamment part au combat du 23 avril 1794. Désarmée en 1807, elle est vendue en 1811 pour destruction.

## Histoire

### Marine française
La Concorde fait partie de la classe homonyme dessinée par Henri Chevillard. Lancée en 1777, elle est immédiatement envoyée aux Antilles, alors que la France vient de s'engager officiellement dans la guerre d'indépendance américaine. Elle connaît son baptême du feu très vite, capturant la frégate HMS Minerva le 28 août, après deux heures et demie de combat. Convoyant passagers et matériel durant le reste de la guerre, elle est finalement capturée par le HMS Magnificent, le 15 février 1783.

### Marine britannique
Renommée HMS Concorde, la frégate subit de nombreuses réparations, et reprend du service dans la Royal Navy en 1794, alors que la guerre avec la France fait rage. Sous les ordres du capitaine Richard Strachan, elle rejoint l'escadre du commodore John Warren.
Croisant au large des côtes françaises, elle prend part au combat du 23 avril 1794, capturant la frégate française Engageante. Le 20 avril 1796, avec l'Indefatigable et l'Amazon, elle participe à la capture de la Virginie après plus de 15 heures de poursuite.
Jusqu'à la fin du siècle, la Concorde participe activement à la guerre contre les corsaires dans l'Océan Atlantique. Mise à quai en 1807, elle est vendue pour destruction le 21 février 1811.

En 1991 une médaille en cuivre (80 mm de diamètre, 170 gr.) gravée par Peggy Goldstein a été émise à l'occasion du 'Bicentenaire de l’aide de la France à l’indépendance des États-Unis', avec une silhouette de La Concorde et la légende suivante, en français et en anglais : "De mars à octobre 1791 la frégate La Concorde assura la liaison entre de Grasse, Rochambeau et Washington, apportant à travers l'Atlantique subsides, hommes et matériel"[réf. nécessaire].